# Ювенилия

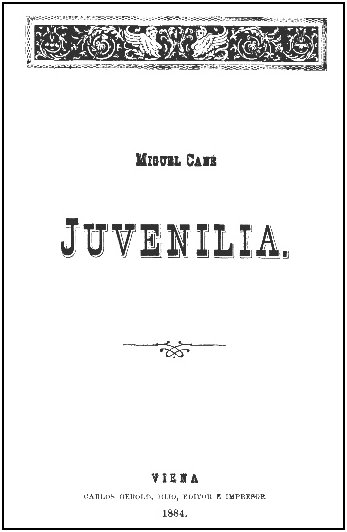
Обложка сборника Ювенилии аргентинского писателя Мигеля Кейна

Ювени́лия (англ. Juvenilia) — термин, использующийся в литературе, музыке или других творческих профессиях, обозначающий ранние работы того или иного автора произведений, то есть созданные им в детстве или юношеском возрасте.
Этот термин был впервые упомянут в 1622 году английским поэтом и сатириком, Джорджем Витером, который озаглавил сборник своих ранних сочинений «ювенилией». Позже два других знаменитых поэта, Альфред Теннисон и Джон Драйден стали использовать это определение для описания своего раннего творчества. Ранние работы писательницы Джейн Остин также известны под названием «ювенилия».

## Авторы «ювенилий»
- Мьеда Ндре — сборник лирических стихов «Ювенилия» (1917)[1]
- Шарлотта Бронте — посмертное издание ранних работ.
- Альфред Теннисон
- Джейн Остин
- Джон Драйден